# Oberbipp
Oberbipp é uma comuna da Suíça, situada no distrito administrativo de Alta Argóvia, no cantão de Berna. Tem 8,5 km² de área e sua população em 2018 foi estimada em 1.767 habitantes.